# James Yali
James Yali, född 1963, guvernör i Madang på Papua Nya Guinea från 13 augusti 2002 till 19 januari 2006, då han hade dömts till ett 12-årigt fängelsestraff, efter att ha befunnits skyldig till våldtäkt på en 17-årig svägerska 2004.